# Newportia oreina
Newportia oreina är en mångfotingart som beskrevs av Chamberlin 1915. Newportia oreina ingår i släktet Newportia och familjen Scolopocryptopidae. Inga underarter finns listade i Catalogue of Life.